# Aciagrion hamoni
Aciagrion hamoni é uma espécie de libelinha da família Coenagrionidae.
Pode ser encontrada nos seguintes países: República do Congo, Costa do Marfim, Gana e Uganda.
Os seus habitats naturais são: florestas subtropicais ou tropicais húmidas de baixa altitude, áreas húmidas dominadas por vegetação arbustiva, marismas de água doce e marismas intermitentes de água doce.